# Home (菲利·飛力普歌曲)
"Home" 是美國歌手菲利·飛力普的一首歌曲，也是他的首支單曲，收錄于他的首張錄音室專輯《從月亮看世界》（The World from the Side of the Moon）中。歌曲由格雷格·霍尔登和德鲁·皮尔森創作，皮尔森也參與了歌曲的製作。  作為《美國偶像》第11季的冠軍，飛力普在該季的決賽（2012年5月22日晚）首次表演了歌曲，在被宣佈為季度冠軍之後又再次表演了歌曲。錄音室版本的 "Home" 于2012年5月23日發行為單曲，并收錄于專輯合輯 American Idol Season Finale - Season 11 EP 與 Journey to the Finale 中。
歌曲發行首週在《告示牌》百強單曲榜以278,000次的數位下載空降第10名， 這一周也成為《美國偶像》歌曲銷量最高的一周。 歌曲也是參賽歌曲中最暢銷的歌曲。 歌曲在美國已獲得超過500萬份銷量。

## 背景
歌曲由格雷格·霍尔登和德魯·皮爾森共同創作，由吉米·洛文選為飛力普在決賽中演唱的歌曲。據皮爾森說，歌曲原本要給格雷格·霍尔登演唱，但後來被皮爾森的廠牌脈搏唱片拿給了《美國偶像》的冠軍演唱。  皮爾森和霍尔登之前素不相識，但仍然一起創作了這首歌曲，其中歌詞主要由霍尔登負責創作。 歌曲于2011年11月在皮爾森加州伯班克的錄音室創作完成，全程僅用了3小時。原本歌曲有兩大段，但在歌曲創作後的一個月之後將第二大段改為了重複第一大段。  皮爾森指出蒙福之子樂團、拱廊之火和一些愛爾蘭的樂團是自己創作這首歌的靈感來源。 皮爾森也錄製了歌曲的樣本唱片，並在他的巡演中表演了這首歌曲，然而他說不會正式發行自己演唱的版本。  霍尔登稱，這首歌曲的歌詞描述了一個朋友正處於人生的困境中，但有人讓他知道“有人在這裡幫你”。
在歌曲釋出之後，飛力普稱讚歌曲和作者“真的很棒”，但也指出“這不會是我會寫出的東西”。 他還說他曾希望能夠使用他和他的姐夫共同創作的歌曲 "Drive Me" 為加冕歌曲。 在決賽後的採訪中，飛力普說：“這首歌曲理應是我的單曲，（但）它不真是我的單曲，我告訴了他們這真的不是我的單曲。”  又補充道：“我有自己想講述的故事，但我不能（在決賽中）唱自己的歌曲；我們沒有時間。”飛力普自稱他創作歌曲的風格是“爵士和另類搖滾的感覺；不是純搖滾的感覺” “在我們錄製唱片之前，我根本沒有時間去做自己、發揚我的音樂風格。”  後來他說他“開始與歌曲建立聯繫”，“我開始唱得有點自己的感覺了，彈著吉他演奏（歌曲的）一段，感覺就出來了。”

## 反響

### 樂評
"Home" 在《美國偶像》表演時即獲得了好評。飛力普成為了當晚唯一一個全體評委起立鼓掌的歌手。蘭迪·傑克遜說：“我愛這首歌曲，我愛你，我愛這首歌曲的製作，我愛仪乐队--這首歌曲有關的一切都非常完美。” 珍妮弗·洛佩兹說：“菲利演唱的這首歌曲，沒有電台曾播放過的歌曲像這首一樣”。史蒂芬·泰勒說：“你讓世界成了你的家！”
專業樂評亦稱讚了這首歌曲，稱其為《美國偶像》最佳的加冕歌曲之一。 《美國歌曲創作人》認為歌曲有“當代流行所具備的所有元素：英國民謠、國歌儀仗隊的風格、傳統的合聲”，并稱飛力普“真是幸運有這樣好的（歌曲）”。
《娱乐周刊》給予歌曲A-的評分，并將歌曲與蒙福之子樂團和海灣之狐的作品進行比較。雜誌指出“這首凱旋之歌毫無疑問是真人秀中加冕歌曲中有史以來最酷的、最相關的作品。”  《秃鹰》的博客評論亦稱歌曲與蒙福之子樂團的作品相似，并使人想起艾德華夏普與無引力樂團的那首也叫 "Home"的歌曲。 鑒於蒙福之子樂團的風格對歌曲的影響，蒙福之子樂團的成員本·洛维特在初聽歌曲時甚至認為這是樂團以前錄製過的作品。
《Spin》認為歌曲“令人震驚地好 - 尤其是在對於越來越尷尬的《美國偶像》的加冕歌曲來說。”

### 商業
"Home" 空降《告示牌》百強單曲榜第10名，成為4年來第一支空降前十的《美國偶像》單曲。  歌曲首週獲得了278,000份銷量，打破了有史以來《美國偶像》加冕歌曲最高銷量周的記錄。這一周也是《美國偶像》參賽者歌曲中數字銷量第2高的周，僅次於凱莉·克萊森歌曲《沒有你，怎麼過》（My Life Would Suck Without You）發行首週的280,000份銷量。
2012年夏季奧運會播放了歌曲之後，歌曲于8月1日重回《告示牌》百強單曲榜第84名。  次周，歌曲在3天內又新增了超過105,000份銷量， 在該周累計增加了228,000份銷量。 這一周歌曲重回榜單前十，并達到了第9的高位。 次周，歌曲銷量突破百萬大關。 2012年11月，在專輯《從月亮看世界》上榜之後，歌曲達到了第8的新高位。 次周，歌曲又上升至第7名，在后兩個月又分別跌至第8名和第9名。2013年1月中旬，歌曲又創造了第6名的新高位。  由於電台支持，2012年11月至2013年1月中旬期間歌曲每週平均新增了超過100,000單元銷量。 2014年3月，歌曲在美國銷量突破500萬大關。 截至2015年12月，歌曲在美國共獲得了5,400,000份銷量。

## 音樂錄影帶
歌曲的音樂錄影帶由约瑟夫·托曼導演，在2012年7月14日至16日拍攝完成。音樂錄影帶于2012年8月2日在飛力普的Vevo頻道首播，主色調為黑白，記錄了飛力普從丹佛到鹽湖城開展《美國偶像》巡迴演出的過程。導演談及音樂錄影帶的目的時說這個音樂錄影帶是為了“讓某些東西更加真實以展示飛力普是什麼樣的人”，“讓人有在家、靜謐的感覺，即便你真的遠離家門。”

## 榜單成績與銷售認證
| 榜單 （2012年–2013年）                    | 最高 排位 |
| ----------------------------------------- | --------- |
| 澳大利亞 (ARIA)                           | 56        |
| 比利时佛兰德（Ultratip榜外單曲榜）        | 11        |
| 比利时瓦隆（Ultratip榜外單曲榜）          | 26        |
| 加拿大（Canadian Hot 100）                | 6         |
| 捷克（電台百強單曲榜）                    | 1         |
| 日本（Japan Hot 100）                     | 70        |
| 荷兰（百强单曲榜）                        | 76        |
| 新西兰（新西兰唱片音乐协会单曲榜）        | 28        |
| 英國 (Official Charts Company Singles)    | 60        |
| 美国（《告示牌》百大單曲榜）              | 6         |
| 美國（《告示牌》Hot Rock Songs）          | 2         |
| 美國（《告示牌》Rock Airplay）            | 26        |
| 美國（《告示牌》Adult Alternative Songs） | 1         |
| 美國（《告示牌》成人當代單曲榜）          | 1         |
| 美國（《告示牌》Adult Pop Airplay）       | 1         |
| 美國（《告示牌》Alternative Airplay）     | 39        |
| 美國（《告示牌》Pop Airplay）             | 8         |

| 榜單 （2012年）          | 排位 |
| ------------------------ | ---- |
| 美國 (Billboard Hot 100) | 49   |

| 榜單 （2013年）                          | 排位 |
| ---------------------------------------- | ---- |
| 加拿大 (Canadian Hot 100)                | 25   |
| 美國 (Billboard Hot 100)                 | 46   |
| 美國 (Billboard Hot Rock Songs)          | 9    |
| 美國 (Billboard Adult Alternative Songs) | 18   |

| 地區                         | 认证    | 认证单位/销量 |
| ---------------------------- | ------- | ------------- |
| 加拿大（加拿大音乐协会）     | 4× 白金 | 320,000*      |
| 新西兰（新西兰唱片音乐协会） | 金      | 7,500*        |
| 美国（美國唱片業協會）       | 4× 白金 | 5,400,000     |
| *僅含認證的實際銷量          |         |               |

## 發行歷史
| 地區   | 日期          |
| ------ | ------------- |
| 美國   | 2012年5月23日 |
| 意大利 | 2013年2月15日 |
| 英國   | 2013年6月3日  |